# 로베르트 피초 피격 사건
로베르트 피초 피격 사건(슬로바키아어: Atentát na Roberta Fica)은 2024년 5월 15일, 현직 슬로바키아 총리 로베르트 피초가 괴한에 의해 피격당한 사건이다.

## 피격
정부 회의가 진행 중이던 한들로바의 문화 센터 밖에서 로베르트 피초 총리가 군중 앞에서 연설 중일 때 총격 사건이 발생하였다. 언론 보도에 따르면 여러 차례 총소리가 들렸으며, 이후 총리는 바닥에 쓰러졌다고 한다. 괴한은 경찰과 당시 주위에 있던 여러 사람들에게 체포되었으며 이후 경찰은 피습 지역의 접근을 차단하였다.
의료진에게 피초 총리는 차량으로 옮겨졌으며, 상처 치료를 위해 한들로바 병원으로 이송된 후 반스카비스트리차 병원으로 이송되었다. 경찰 관계자는 한들로바 병원으로 이송될 당시 피초가 의식이 있었다고 말했다. 현지 방송사인 TA3는 피초가 총 4발을 피격당했으며, 복부에 1발, 나머지는 머리와 가슴에 맞았다고 보도했다.

## 용의자
총격이 발생한 직후 경찰은 71세 남성 유라이 친툴라(슬로바키아어: Juraj Cintula, 1953년~)를 용의자로 체포했다. 여러 슬로바키아 언론 보도에 따르면 용의자가 레비체 출신이며, 총기는 용의자 자신의 슈퍼마켓 경비 업무와 관련해서 합법적으로 취득했다고 보도했다. 또한 세 권의 시집을 출판했다.

## 반응
슬로바키아 공화국 국민의회 부의장 류보시 블라하는 의회 회의에서 피격 사건을 인지했으며, 이후 의회는 추후 다른 발표가 있기까지 휴회한다고 선언했다. 슬로바키아 대통령 주자나 차푸토바는 이번 총격 사건을 "잔인하고 무자비하다"고 말했다.
체코 총리인 페트르 피알라와 몇몇 다른 체코 정치인들은 이 피격 사건을 규탄했다.
우크라이나의 대통령 볼로디미르 젤렌스키는 이번 공격에 대해 "끔찍한 일이다"라며 슬로바키아 국민들에게 연대를 표명했다.

## 같이 보기
- 로베르트 피초
- 이재명 피습 사건
- 배현진 피습 사건
- 도널드 트럼프 암살 미수 사건